# 僕と彼女とオーソン・ウェルズ
『僕と彼女とオーソン・ウェルズ』（ぼくとかのじょとオーソン・ウェルズ、Me and Orson Welles）は2008年のイギリスのドラマ映画。
監督はリチャード・リンクレイター、出演はザック・エフロンとクリスチャン・マッケイなど。
1930年代のニューヨークを舞台に、若き日のオーソン・ウェルズと出会った役者志望の高校生を描いたロバート・カプロウの小説『Me and Orson Welles』を映画化した作品。
本作でオーソン・ウェルズを演じたクリスチャン・マッケイの演技が高く評価された（後述）。
2008年9月に開催された第33回トロント国際映画祭でプレミア上映された。
日本では劇場未公開だが、2011年10月1日にWOWOWで放送され、同年11月4日にDVDが発売された。

## ストーリー
1937年11月ニューヨーク。俳優を目指す高校生のリチャードは、ある日、ブロードウェイの劇場前で揉めている劇団と出くわし、新進の演出家であり俳優、後に伝説的映画作家となるオーソン・ウェルズと出会う。ウェルズは自ら主催する「マーキュリー劇団」の舞台『ジュリアス・シーザー』で、ルシアス役の俳優を気まぐれに解雇したばかりで、そんな時に現れたリチャードを、これまた気まぐれにルシアス役に起用する。憧れの演劇の世界に胸を躍らせるリチャードは、劇団の制作助手を務める年上の女性・ソニヤに魅かれていく。しかし、彼女はウェルズの愛人という噂もある女性だった。トラブル続きの稽古や、不遜なカリスマであるウェルズに翻弄されながら、舞台デビューを目指すリチャードの姿と、ソニヤとの恋のゆくえが描かれる。

## キャスト
- リチャード・サミュエルズ: ザック・エフロン - 役者志望の高校生。ブルータスの従者ルシアス役で舞台に立つことになる。
- オーソン・ウェルズ: クリスチャン・マッケイ - マーキュリー劇団を主催する天才演出家・俳優。ブルータスを演じる。
- ソニヤ・ジョーンズ: クレア・デインズ - マーキュリー劇団の制作助手。
- ジョージ・クールリス（英語版）: ベン・チャップリン
- ジョゼフ・コットン: ジェームズ・タッパー（英語版）
- ジョン・ハウスマン: エディ・マーサン
- ノーマン・ロイド: レオ・ビル
- ミュリエル・ブラスラー: ケリー・ライリー - 劇団の女優。オーソンの愛人。
- グレタ・アドラー: ゾーイ・カザン - リチャードが出会った劇作家志望の女性。

## 作品の評価

### 映画批評家によるレビュー
Rotten Tomatoesによれば、批評家の一致した見解は「『僕と彼女とオーソン・ウェルズ』にはクリスチャン・マッケイによる大ブレークした演技と舞台裏のドラマに対する伝わりやすい愛があり、時折ふわふわして深みのないトーンをその愛によって克服している。」であり、157件の評論のうち高評価は85%にあたる134件で、平均点は10点満点中7.10点となっている。
Metacriticによれば、30件の評論のうち、高評価は26件、賛否混在は4件、低評価はなく、平均点は100点満点中73点となっている。

### 受賞歴
| 映画祭・賞                           | 部門                                          | 候補                       | 結果       |
| ------------------------------------ | --------------------------------------------- | -------------------------- | ---------- |
| 英国アカデミー賞                     | 助演男優賞                                    | クリスチャン・マッケイ     | ノミネート |
| インディペンデント・スピリット賞     | 助演男優賞                                    | クリスチャン・マッケイ     | ノミネート |
| 英国インディペンデント映画賞         | ニューカマー賞                                | クリスチャン・マッケイ     | ノミネート |
| ナショナル・ボード・オブ・レビュー賞 | インディペンデント映画賞（トップ10作品の1つ） |                            | 受賞       |
| クリティクス・チョイス・アワード     | 助演男優賞                                    | クリスチャン・マッケイ     | ノミネート |
| ワシントンD.C.映画批評家協会賞       | ブレイクスルー演技賞                          | クリスチャン・マッケイ     | ノミネート |
| オースティン映画批評家協会賞         | ブレイクスルー・アーティスト賞                | クリスチャン・マッケイ     | 受賞       |
| オースティン映画批評家協会賞         | オースティン映画賞                            | リチャード・リンクレイター | 受賞       |
| ユタ映画批評家協会賞                 | 助演男優賞                                    | クリスチャン・マッケイ     | 受賞       |